# Томас Ван ден Кейбус
Томас Ван ден Кейбус (нід. Thomas Van den Keybus, нар. 25 квітня 2001, Брюгге, Бельгія) — бельгійський футболіст, вінгер клубу «Брюгге».
На правах оренди грає у клубі «Вестерло».

## Ігрова кар'єра

### Клубна
Томас Ван ден Кейбус починав займатися футболом у клубах «Мехелен» та «Брюгге». Саме у складі останнього футболіст дебютував на професійному рівні. Але в основі Ван де Кейбус провів лише два матчі і для набору ігрової практики влітку 2021 року вирушив в оренду у клуб «Вестерло».

### Збірна
Ван ден Кейбус провів кілька матчів за юнацькі збірні Бельгії.

## Досягнення
Брюгге
 Чемпіон Бельгії: 2020/21